# کویما
کویما (به لاتین: Koïma) یک منطقهٔ مسکونی در مالی است که در گائو واقع شده‌است.